# Primasius
Primasius Hadrumetanus o de Hadrumetum, hispanizado Primasio (¿? - alrededor de 560) fue obispo de Hadrumetum y primado de Byzacena, una provincia romana situada en Túnez, África, y uno de los participantes en la Controversia de los Tres Capítulos.

## Biografía
Poco se conoce sobre los primeros momentos de su vida, pero en 551, después de ser consagrado obispo de Hadrume(n)tum (llamada a veces Adrametum o Adrametus y correspondiente hoy a la actual Susa, en Túnez, colonia fenicia cerca de Cartago), fue llamado junto a otros obispos a Constantinopla y participó en la Controversia de los Tres Capítulos. Compartió la suerte del papa Vigilio y ayudó a condenar a Theodorus Ascidas, obispo de Cesarea y cabecilla promotor de la controversia, huyendo con Vigilio a Calcedonia.
Se negó a asistir al Concilio Ecuménico de Constantinopla en ausencia del Papa y fue el único africano en firmar la Constitución papal dirigida a Justiniano, aplastada sin pena ni gloria junto con su líder.
Su Comentario al Apocalipsis es interesante para los eruditos modernos por el uso que hace del desaparecido Comentario de Ticonius sobre el mismo libro del Nuevo Testamento. Según M. L. W. Laistner, entre sus discípulos estuvo el teólogo africano Junillus.

## Obras
Durante su estancia en Constantinopla, Primasio estudió la exégesis de los griegos, pero su fama se debe principalmente a su Comentario sobre el Apocalipsis, obra dividida en cinco libros de suma importancia tanto por su calidad de testimonio del texto latino prechipriota del Apocalipsis, usado por la iglesia norteafricana, como por ayudar a la reconstrucción del comentario latino más influyente sobre el Apocalipsis, el trabajo exegético del donatista Ticonio Afro. Tanto el texto como la exégesis de Apocalipsis XX: 1 - XXI, 6 se toman sin atribuirlo de Agustín de Hipona en De Civitate Dei, XX, 7-17. El trabajo de Ticonio fue considerado por Primasio una pieza valiosa que solo esperaba ser revisada y expurgada. Ticonio había desarrollado la teoría, creada por Victorino, de examinar las distintas palabras e imágenes utilizadas en diferentes pasajes para transmitir el mismo mensaje. Primasio siguió este método exegético muy de cerca, pero difería de Ticonio en la mayor parte de la interpretación del texto donde cree Ticonio que el Apocalipsis debe ser entendido en términos de la lucha de los donatistas contra los falsos hermanos y gentiles. De especial interés es una carta de Agustín al médico Máximo de Thenae preservada por Primasio en la que las cuatro virtudes cardinales filosóficas se combinan con las tres llamadas virtudes teologales para formar siete de una manera que no se encuentra en ningún otro lugar conocido de Agustín. La primera edición de los Comentarios de Primasio la realizó Eucharius Cervicornus (Colonia, 1535, reimpresa en París, 1544), pero la más completa, que sigue siendo la más valiosa, es la de Basilea de 1544, fundada en un manuscrito muy antiguo de la benedictina Abadía de Murbach, en la Alsacia Superior. Este mismo monasterio, según un catálogo manuscrito, poseía una obra Contra haereticos que ya no existe y alude a otras obras, en especial uno sobre Jeroboam. El Comentario sobre las epístolas paulinas y sobre los hebreos atribuido a Primasio por Jacques Paul Migne es espurio.